# Нея (Шортюгская железная дорога)
Нея — пассажирская железнодорожная станция, расположенная на территории Шортюгского ППЖТ в рамках Северной железной дороги. Станция находится на линии Супротивный — Малое Раменье протяжённостью около 49 километров.

#### История и развитие
Линия была построена в начале XX века с целью вывоза поваленного леса. Вокруг железнодорожного пути начали возникать поселения, которые со временем стали деревнями. В ответ на рост населения и необходимость транспортировки пассажиров, на линии были введены пассажирские поезда. Первоначально на линии использовались паровозы серий НВ, С, Щ, а также ЭУ699, ЭУ705 и ЭУ708.
В 1960—1970-е годы старые паровозы были заменены на более современные локомотивы, такие как тепловозы и мотовозы серий МК2/15, АС1, АС1А, ТГК2 и ТГМ4, а также снегоотчистители серии СДПМ. Это позволило улучшить эксплуатационные характеристики линии и повысить её надёжность в сложных климатических условиях.

#### Современное состояние
На данный момент станция Нея является малозагруженной из-за небольшого населения посёлка Нея. Поезда останавливаются на станции не более двух раз в сутки, что обусловлено низким пассажиропотоком и ограниченным графиком движения. Станция остаётся важной частью исторического наследия региональной железнодорожной сети, несмотря на снижение её активности в последние десятилетия. Железнодорожный вокзал связан с остановкой общественного транспорта "Вокзал Нея".
Третьего сентября 2016 в городе Нея прошли торжественные мероприятия по случаю 110-летия со дня основания станции Нея.

## Достопримечательности
Водонапорная башня